# Таверноле-суль-Мелла
Таверноле-суль-Мелла (італ. Tavernole sul Mella) — муніципалітет в Італії, у регіоні Ломбардія, провінція Брешія.
Таверноле-суль-Мелла розташоване на відстані близько 470 км на північний захід від Рима, 90 км на схід від Мілана, 26 км на північ від Брешії.
Населення — 1330 осіб (2014).

## Демографія
Населення за роками:

Станом на 1 січня 2023 року в муніципалітеті офіційно проживало 96 іноземців з 17 країн, серед них 11 громадян країн Євросоюзу та 7 громадян України.

## Сусідні муніципалітети
- Лодрино
- Маркено
- Марментіно
- Пеццаце